# Hôtel de Gargan

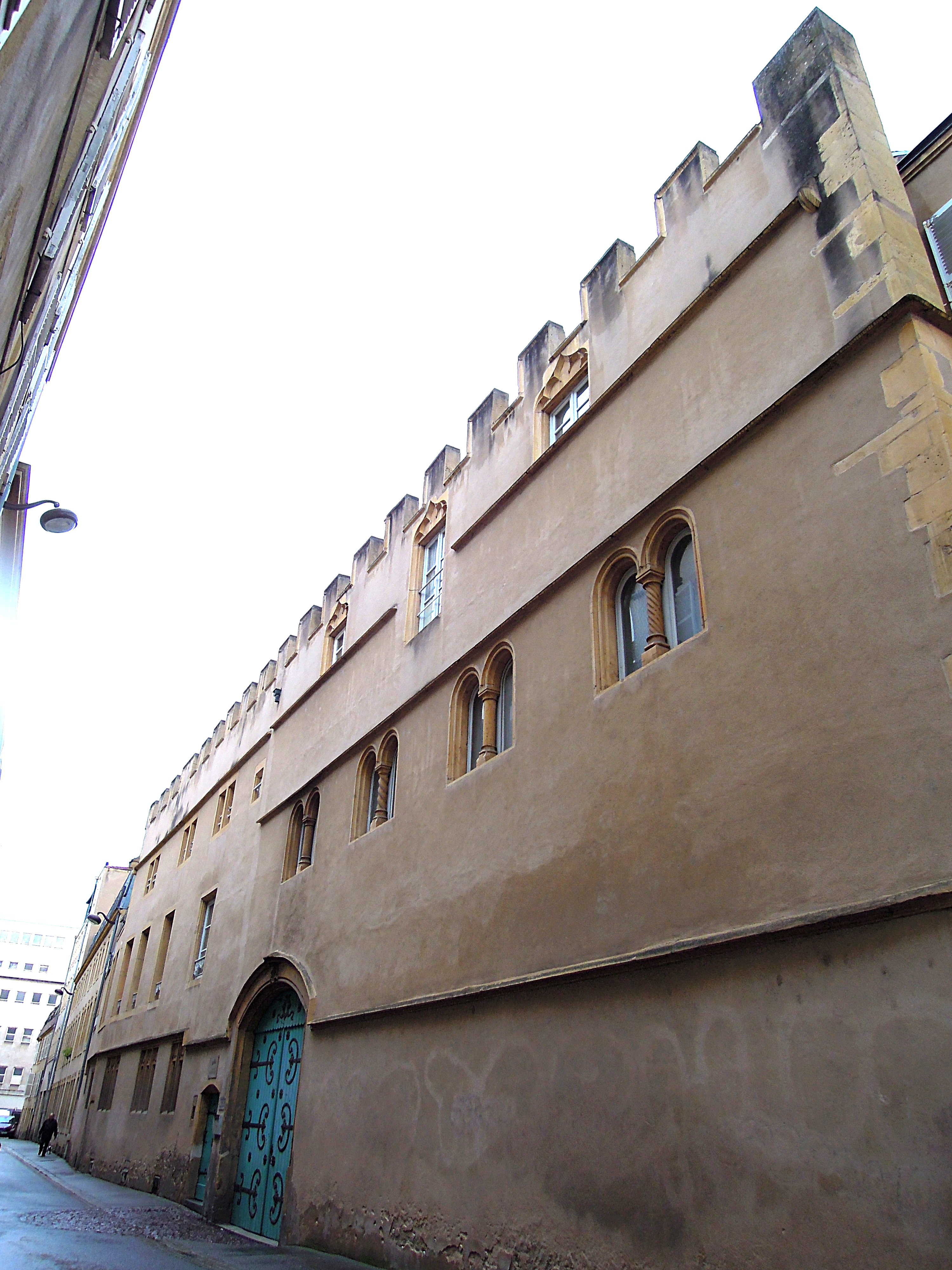
Hôtel de Gargan in Metz (Frankrijk)

Het Hôtel de Gargan (15e eeuw) in de Franse stad Metz was het stadspaleis van de familie Gargan.
Gargan was een familie van gegoede handelaars in de loop van de 15e eeuw. De 14e-15e eeuw waren tijden van expansie van de stad Metz als handelsstad, een van de Trois-Evéches. De stijl van het Hôtel is gotisch doch met sterke Italiaanse invloed. Dit laatste wordt verklaard door de langdurige aanwezigheid van Italiaanse bankiers in de stad.
In de loop van de 17e eeuw werd het Hôtel ingericht voor de balsport jeu de paume. Er werden in de 18e eeuw theaterstukken opgevoerd in deze grote zaal.
Na de Franse Revolutie werd het Hôtel de Gargan verkocht en is sindsdien in private handen. In de 20e eeuw werd het Hôtel de Gargan erkend als beschermd historisch erfgoed van Frankrijk.